# Política externa do governo Joe Biden

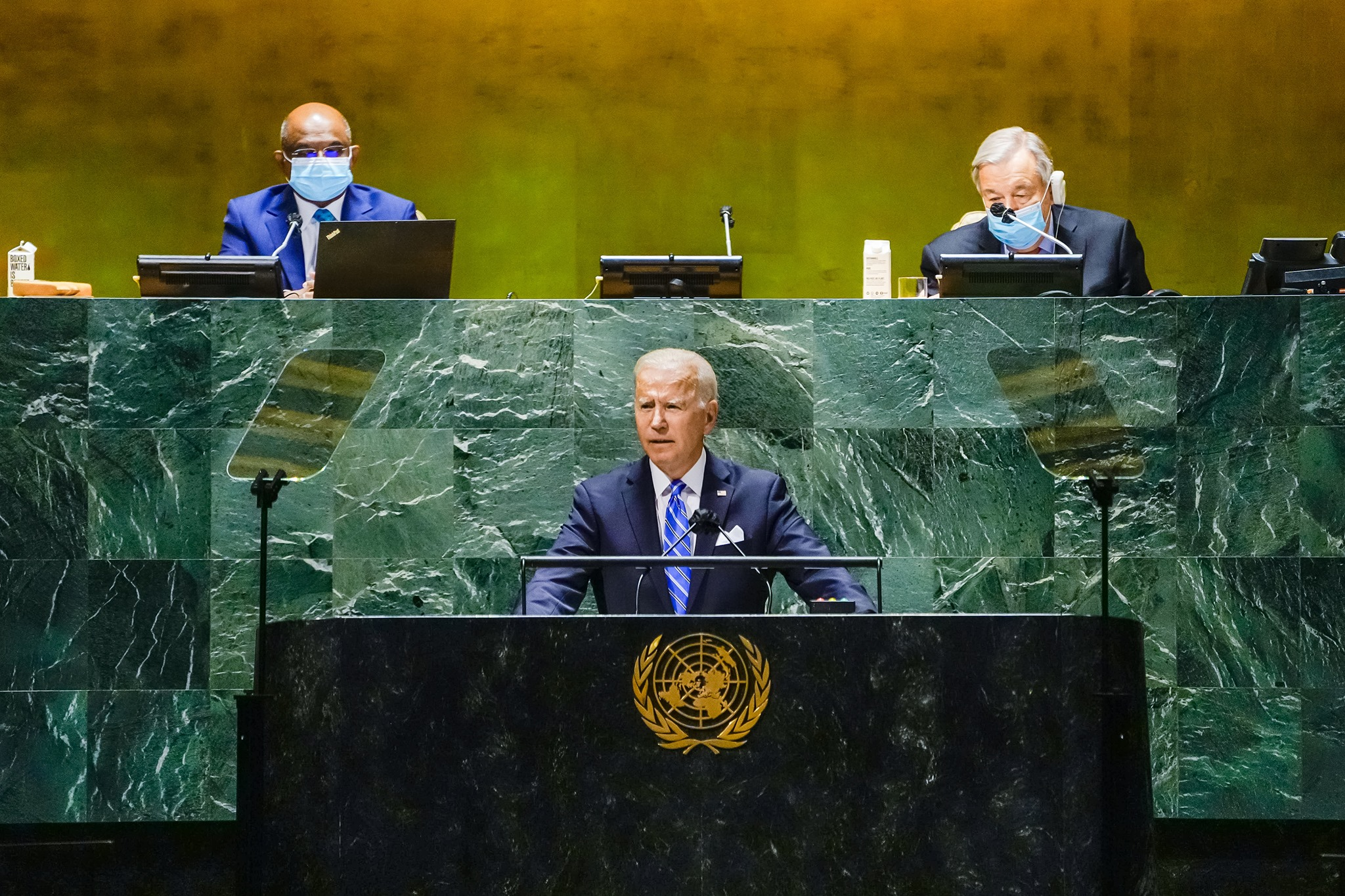
Joe Biden realiza seu primeiro discurso como Presidente dos Estados Unidos perante a Assembleia Geral das Nações Unidas, em setembro de 2021.
"Ao invés de continuar combatendo conflitos do passado, estamos fixando nossos olhos em comprometer nossos recursos aos desafios para nosso futuro coletivo: encerrar esta pandemia; conter a crise climática; gerenciar as mudanças na dinâmica de poder global; moldar as regras mundiais em questões vitais como comércio e teconologias cibernéticas e emergentes; e enfrentando a ameaça de terrorismo que ainda permanece hoje."
— Biden destaca os compromissos de política externa de seu governo perante a Assembleia Geral das Nações Unidas, em setembro de 2021.

A Política externa do governo Joe Biden refere-se à forma como foi conduzida a política externa dos Estados Unidos ao longo da Presidência de Joe Biden, desde sua posse em 20 de janeiro de 2021 até o fim de seu mandato presidencial em 20 de janeiro de 2025. A política externa de Biden enfatizou a reparação das alianças estratégicas dos Estados Unidos que haviam sido alteradas ou danificadas durante a Presidência de Donald Trump (2017-2021) com o objetivo principal de reposicionar o país na "posição de liderança confiante" entre as demais democracias do mundo contemporâneo, eventualmente se contrapondo à hegemonia geopolítica de China e Rússia. 
Como presidente, Biden - filiado ao Partido Democrata - buscou ampliar e fortalecer a aliança transatlântica entre os Estados Unidos e a União Europeia e reafirmar o compromisso de liderança estadunidense para com a Organização do Tratado do Atlântico Norte (OTAN) visando a manutenção da paz em todos os países aliados. Como parte de uma integração com os demais setores de seu governo, Biden buscou imediatamente recolocar o país no Acordo de Paris (que vinha sendo severamente criticado por seu antecessor) e têm avançando em medidas rígidas de combate às mudanças climáticas. A Administração Biden, como um todo, enfatizou a cooperação internacional nos campos da ciência e infraestrutura no enfrentamento à corrente pandemia de COVID-19 e seus efeitos socioeconômicos; bem como a defesa de seu país contra os frequentes ataques cibernéticos e espionagem. 
Antes de assumir a presidência dos Estados Unidos, Joe Biden integrou a equipe de política externa do governo Barack Obama de 2009 a 2017 na condição de Vice-presidente e também havia liderado o Comitê de Relações Externas do Senado dos Estados Unidos por mais de uma década. 

## Américas

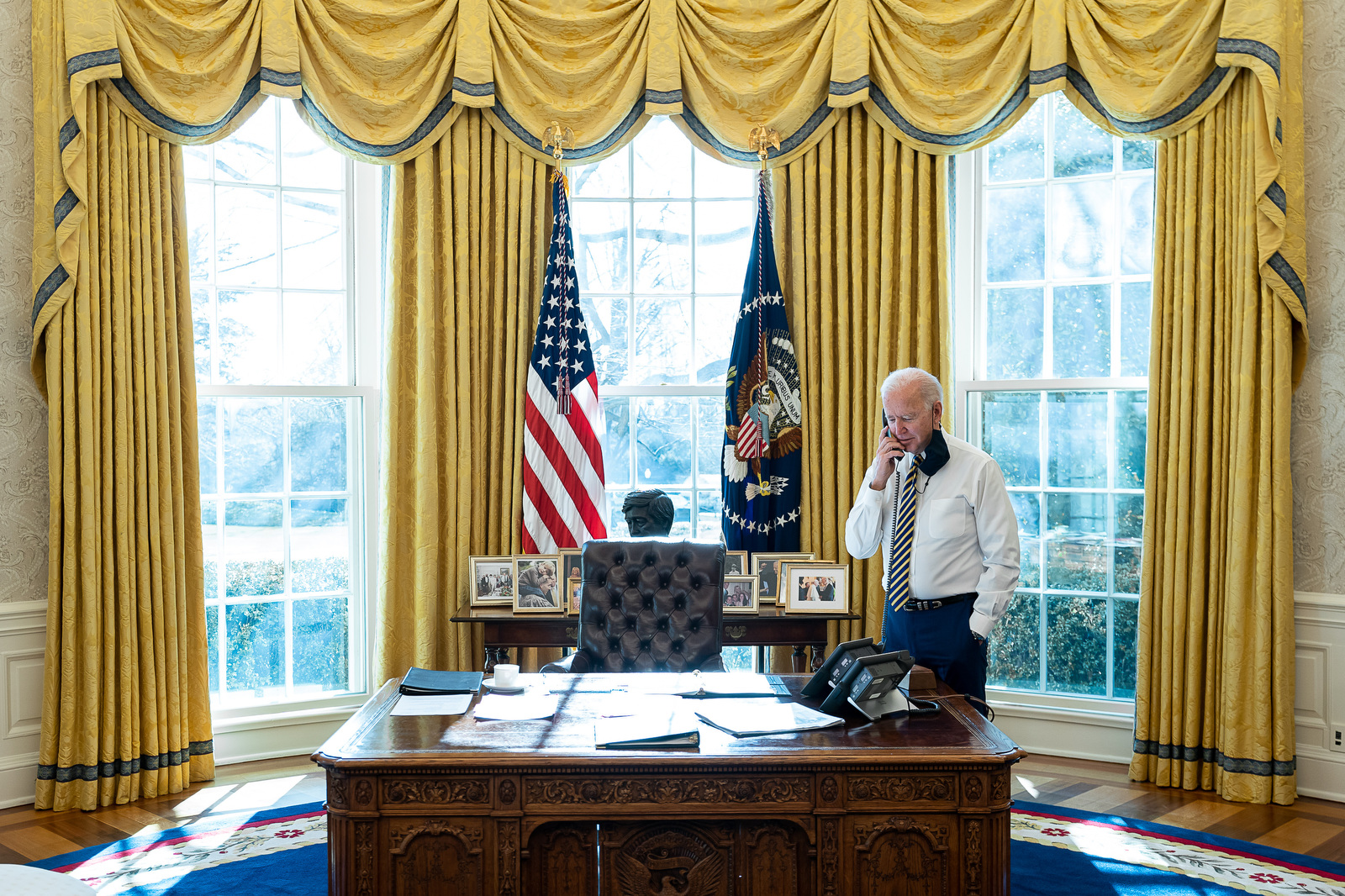
No Salão Oval, Biden conversa por telefone com o Presidente mexicano López Obrador em janeiro de 2021.

### Canadá
Em 22 de janeiro de 2021, Biden realizou seu primeiro contato diplomático com um líder estrangeiro quando de sua ligação ao Primeiro-ministro do Canadá Justin Trudeau. A ligação sucedeu ao anúncio de Biden do cancelamento do Oleoduto de Keystone. Biden explicou que mantinha um compromisso de campanha e restauraria uma decisão da Administração Obama mesmo sabendo dos prejuízos causados ao país vizinho. Os dois líderes também discutiram a pandemia de COVID-19 e a recuperação econômica da região, além de mudanças climáticas, a posição da OTAN no mundo contemporâneo e relações bilaterais. Em sua primeira coletiva de imprensa, a Secretária de Imprensa da Casa Branca Jen Psaki destacou que o foco das relações internacionais seria com "amigos e aliados" dos Estados Unidos: "Acredito que as primeiras ligações serão com parceiros e aliados. Ele acredita que é importante reconstruir tais relações."
O primeiro encontro bilateral entre Biden e Trudeau ocorreu em 23 de fevereiro de 2021 virtualmente. Na ocasião, os líderes discutiram o impacto da pandemia de COVID-19, mudanças climáticas, o caso da detenção dos "Dois Michaels" pelo governo chinês e igualdade de gênero.

### México
Em 22 de janeiro de 2021, Biden realizou o primeiro contato presidencial com o Presidente mexicano Andrés Manuel López Obrador. Na ocasião, os líderes discutiram assuntos regionais como reduzir a imigração ilegal na Fronteira Estados Unidos-México através de políticas que visam as causas diretas da questão. Segundo Obrador, a ligação foi "respeitosa e agradável" e as relações entre os dois países iria progredir no futuro.

### Cuba

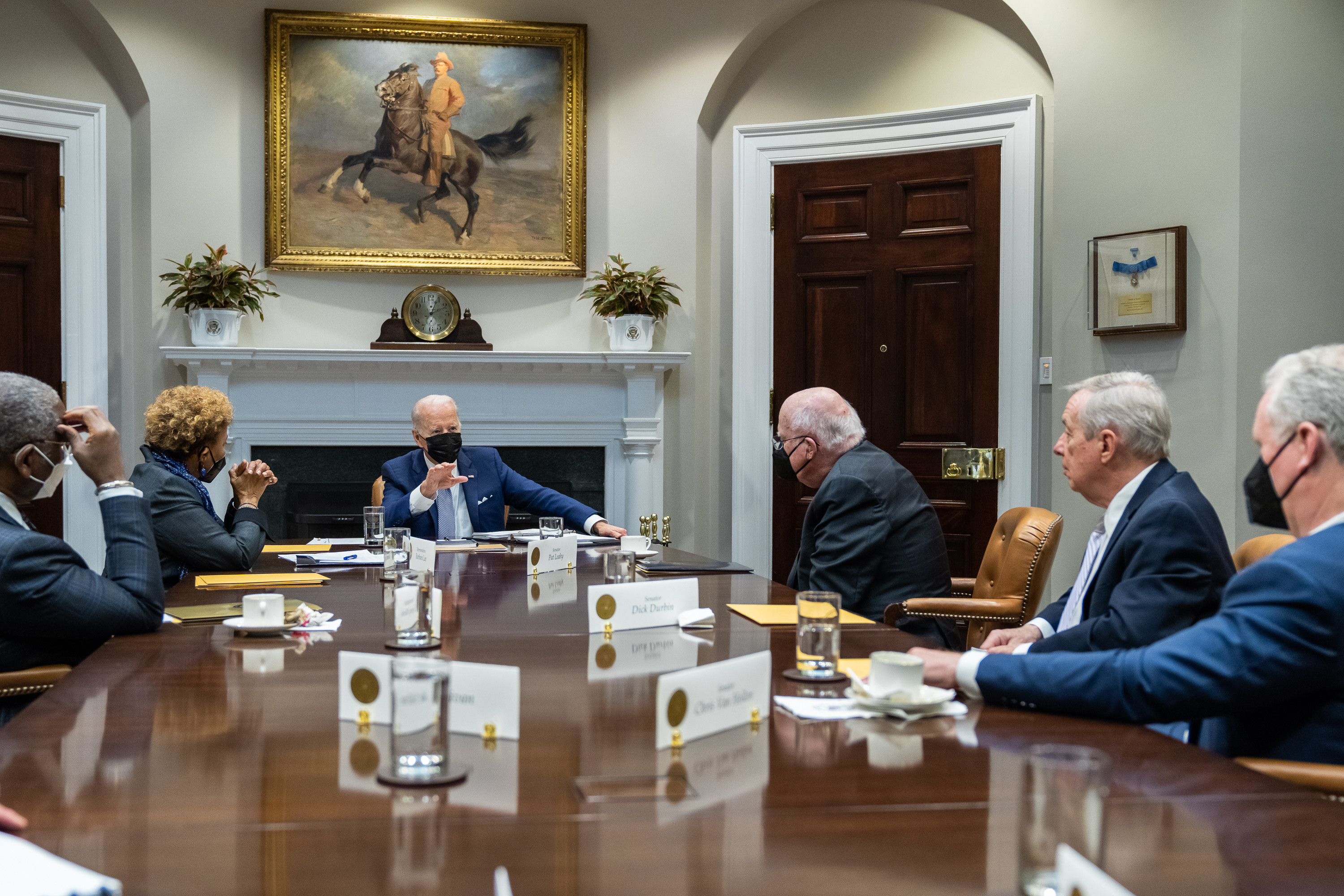
Biden e membros do Congresso dos Estados Unidos discutem as relações cubano-americanas, em maio de 2022.

O governo Biden manteve as sanções contra Cuba estabelecidas pelo governo de seu antecessor contrariando uma de suas promessas durante a campanha presidencial de 2020.
Em junho de 2021, Biden manteve a tradição norte-americana de votar contra uma resolução anual da Assembleia Geral das Nações Unidas que solicita o fim do embargo econômico contra Cuba. No entanto, a resolução foi adotada pela 29ª vez com 184 votos a favor, três abstenções e os dois votos contra de Estados Unidos e Israel.
Em julho de 2021, manifestantes se reuniram em frente à Casa Branca e pediram a intervenção do governo estadunidense em Cuba. Biden impôs novas sanções a um alto funcionário do governo cubano e uma unidade de forças especiais do governo conhecida como "Boinas Negras" por "abusos de direitos humanos" ao reprimir violentamente a onda de protestos históricos na ilha. Em 22 de julho de 2021, pouco antes de sediar uma reunião com líderes cubano-americanos, Biden declarou: "Condeno inequivocamente as detenções em massa e os julgamentos simulados que condenam injustamente à prisão aqueles que ousaram falar em um esforço para intimidar e ameaçar o povo cubano em silêncio." Biden também ordenou que especialistas do governo desenvolvessem ideias para que os Estados Unidos estendessem unilateralmente o acesso à internet na ilha e prometeu aprofundar o apoio aos dissidentes cubanos.

### Brasil e América do Sul

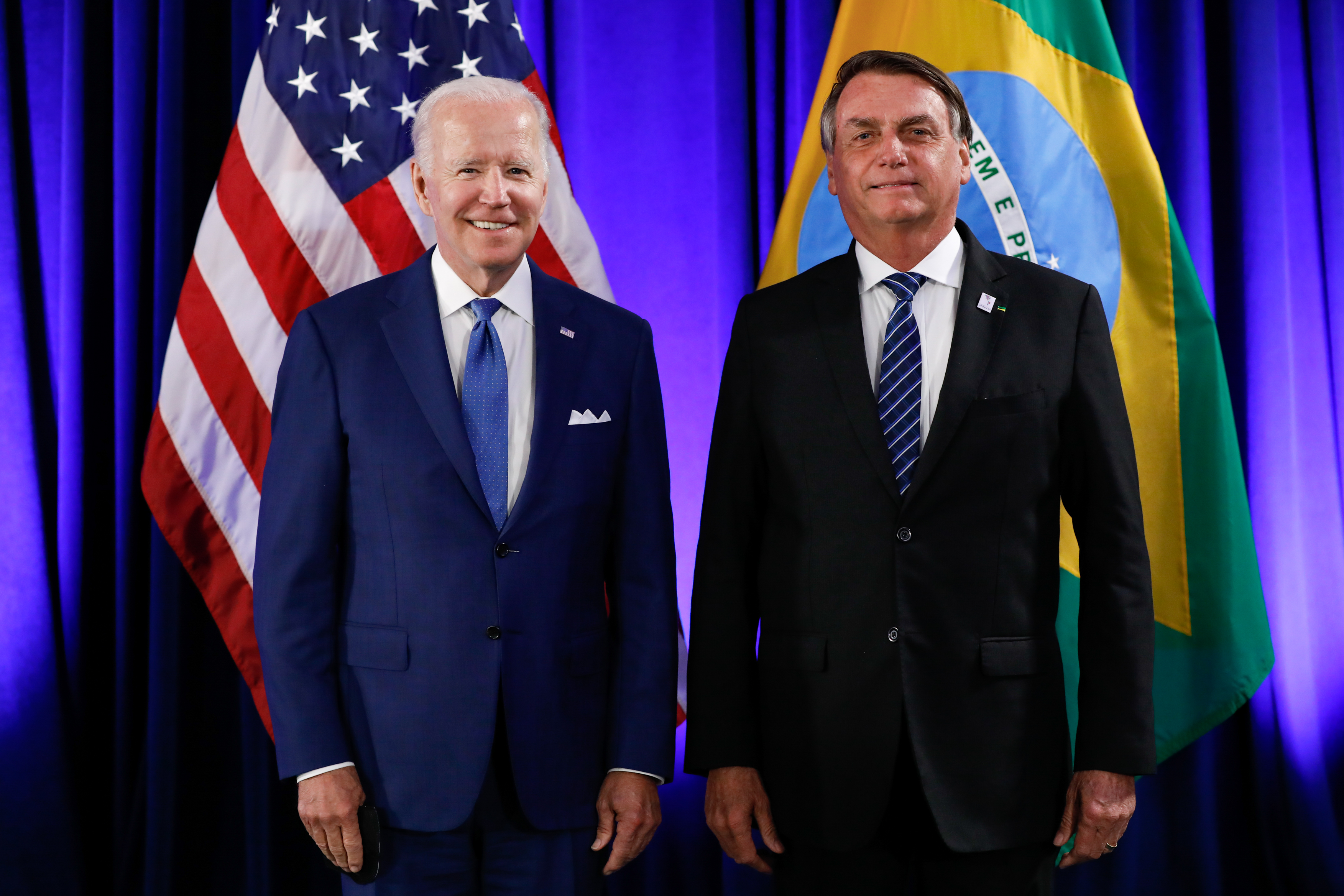
Biden foi um forte crítico da política ambiental do Governo Bolsonaro o que contribuiu para um notável afastamento ideológico entre os dois países.

Desde o período de campanha presidencial, o governo de Jair Bolsonaro mostrou-se favorável à reeleição de Donald Trump, por vezes criticando a campanha de Biden. Em junho de 2020, as relações políticas entre os dois países chegou a um ponto desconfortável quando a Câmara dos Representantes emitiu uma nota oficial pedindo que membros do governo brasileiro ficassem "de fora das eleições americanas". Em setembro do mesmo ano, durante o primeiro debate presidencial, Biden citou o Brasil como "exemplo negativo" para o mundo no enfrentamento da pandemia de COVID-19 e sugeriu sanções contra o país em caso do contínuo desmatamento da Amazônia. Diante das crescentes críticas de Biden à política ambiental adotada por seu governo, Bolsonaro elevou o tom crítico contra o já presidente-eleito afirmando que "quando acabar a saliva, tem pólvora". Desde sua posse, Biden têm mantido o tom crítico quanto a política ambiental de Bolsonaro, sendo que o líder brasileiro foi o último governante de um país em regime democrático a cumprimentar o político estadunidense por sua vitória eleitoral. 

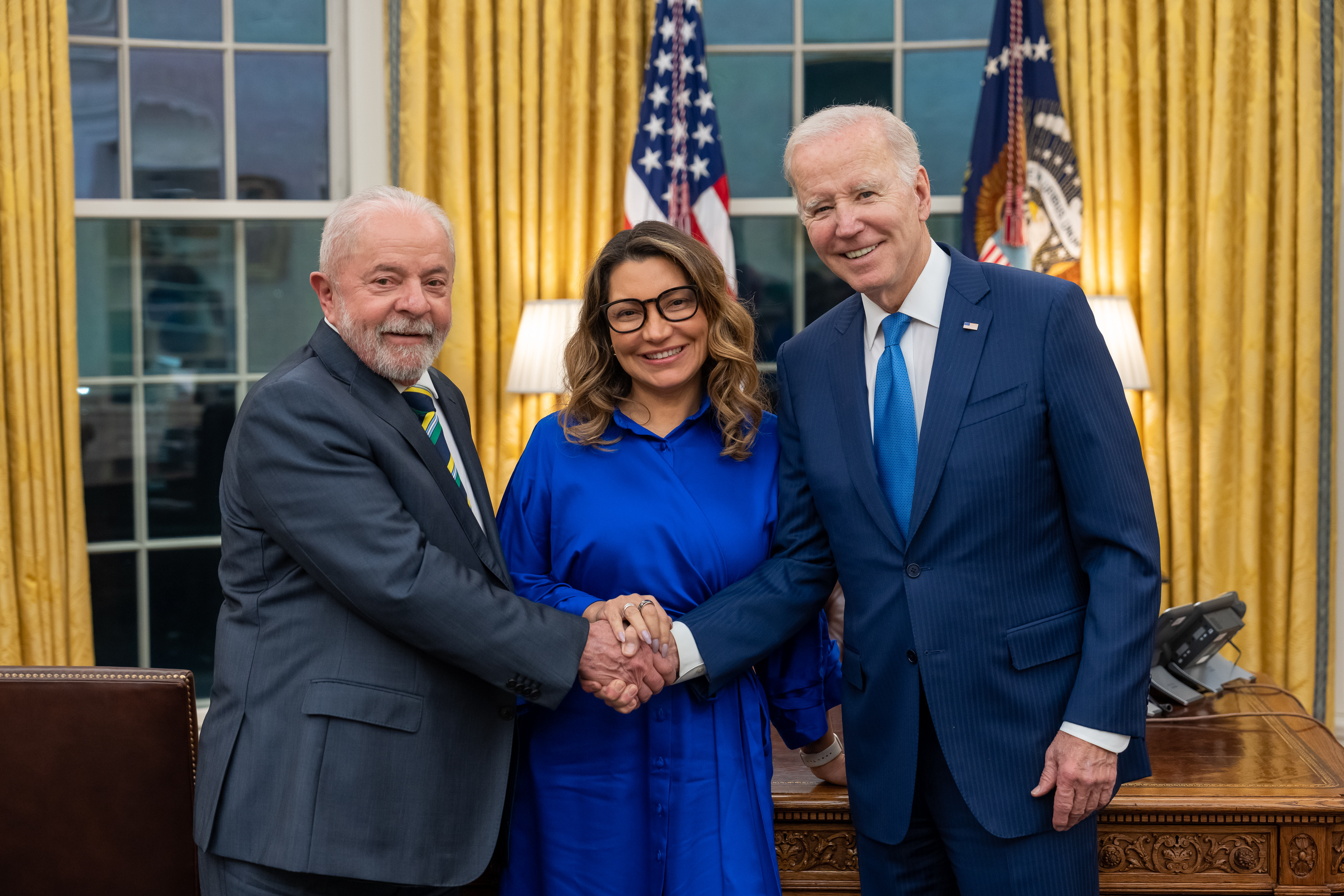
Segundo a maior parte dos analistas políticos, os dois países se reaproximaram após a vitória de Luiz Inácio Lula da Silva na eleição presidencial de 2022.

Em relação à crise política na Venezuela, Biden manteve o tratamento rígido de seus antecessores, continuando a reconhecer o líder oposicionista Juan Guaidó como "presidente legítimo" do país e recusando-se a negociar diretamente com o governo de Nicolás Maduro. O Departamento de Estado dos Estados Unidos enfatiza continuamente desde então que "Maduro é um ditador" e que a repressão e corrupção do regime criaram uma "catástrofe humanitária". O governo Biden indicou recentemente não haver chances de suspender os embargos contra a Venezuela, mas poderia aliviar algumas sanções caso Maduro "tome passos sérios" para negociar com seus opositores. Biden continua defendendo o apoio humanitário ao países. No início de março de 2021, Biden garantiu apoio de 18 meses para venezuelanos que estivessem refugiados em território estadunidense.

## Ásia

### Leste Asiático
China e Taiwan

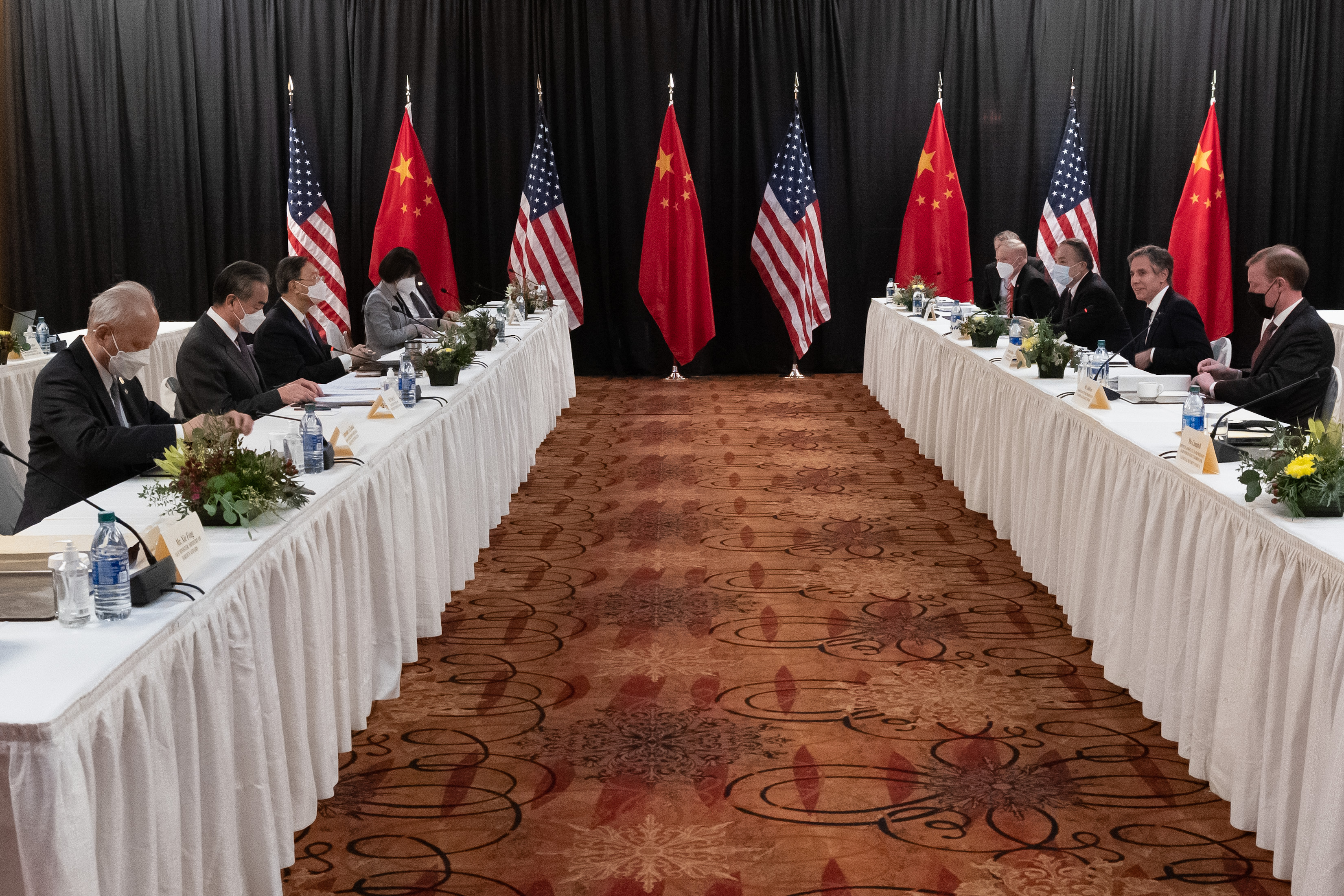
Comitiva liderada pelo Secretário de Estado Antony Blinken se reúne com representantes da República Popular da China, em Anchorage (Alasca), março de 2021.

Desde a fase de campanha presidencial, Biden têm criticado duramente o governo da República Popular da China como "profundamente autoritário" e acusando-o de "roubar mais de 1 milhão" de empregos manufaturados dos estadunidenses, quebrando regras comerciais internacionais e promovendo subsídios injustos às corporações chinesas além de se apropriar de propriedade intelectual dos Estados Unidos. A Administração Biden optou por manter as tarifas impostas por Trump ao país asiático. Biden afirmou que passou mais tempo em reuniões privadas com o líder chinês Xi Jinping do que com qualquer outro líder mundial atual e criticou o líder como "um rapaz que não possui um menor osso democrático em seu corpo". Janet Yellen, atual Secretária do Tesouro dos Estados Unidos, afirmou que o governo Biden aplicaria "todos os mecanismos possíveis" contra "práticas abusivas" da China. O Secretário de Estado Antony Blinken, por sua vez, caracterizou a China como "uma tecno-autocracia" que busca o domínio global e ofereceu refúgio a políticos e dissidentes do regime. O governo Biden também têm afirmado fortemente seu apoio à defesa de Taiwan e que um eventual ataque de Pequim à ilha "seria um grave erro". O Representante de Taiwan nos Estados Unidos, Hsiao Bi-khim, foi convidado a comparecer à posse de Joe Biden sendo o primeiro oficial da República da China a participar de um evento oficial estadunidense de tal relevância.
Coreia do Sul

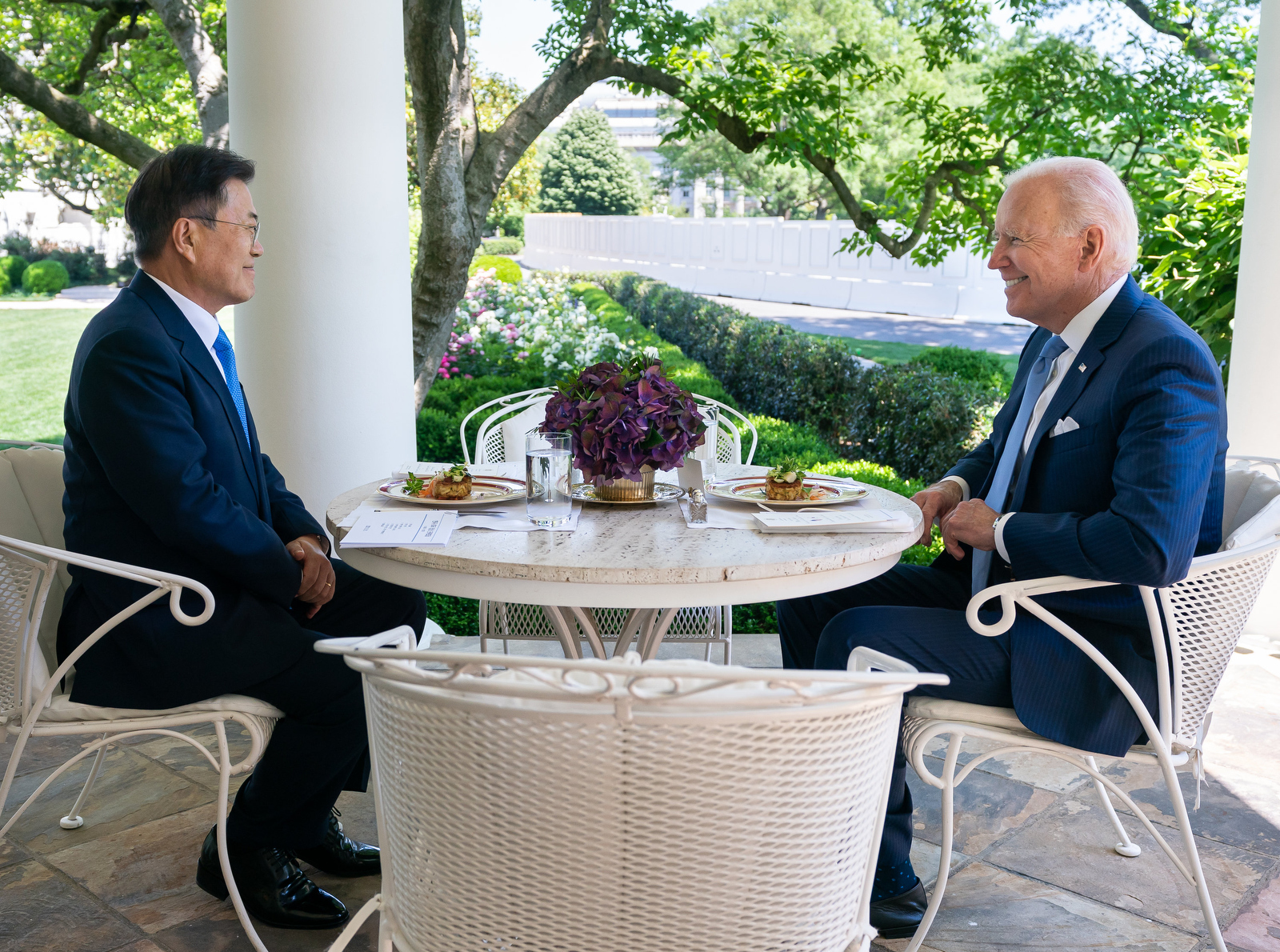
Biden recebe o Presidente sul-coreano Moon Jae-in na Casa Branca, maio de 2021.

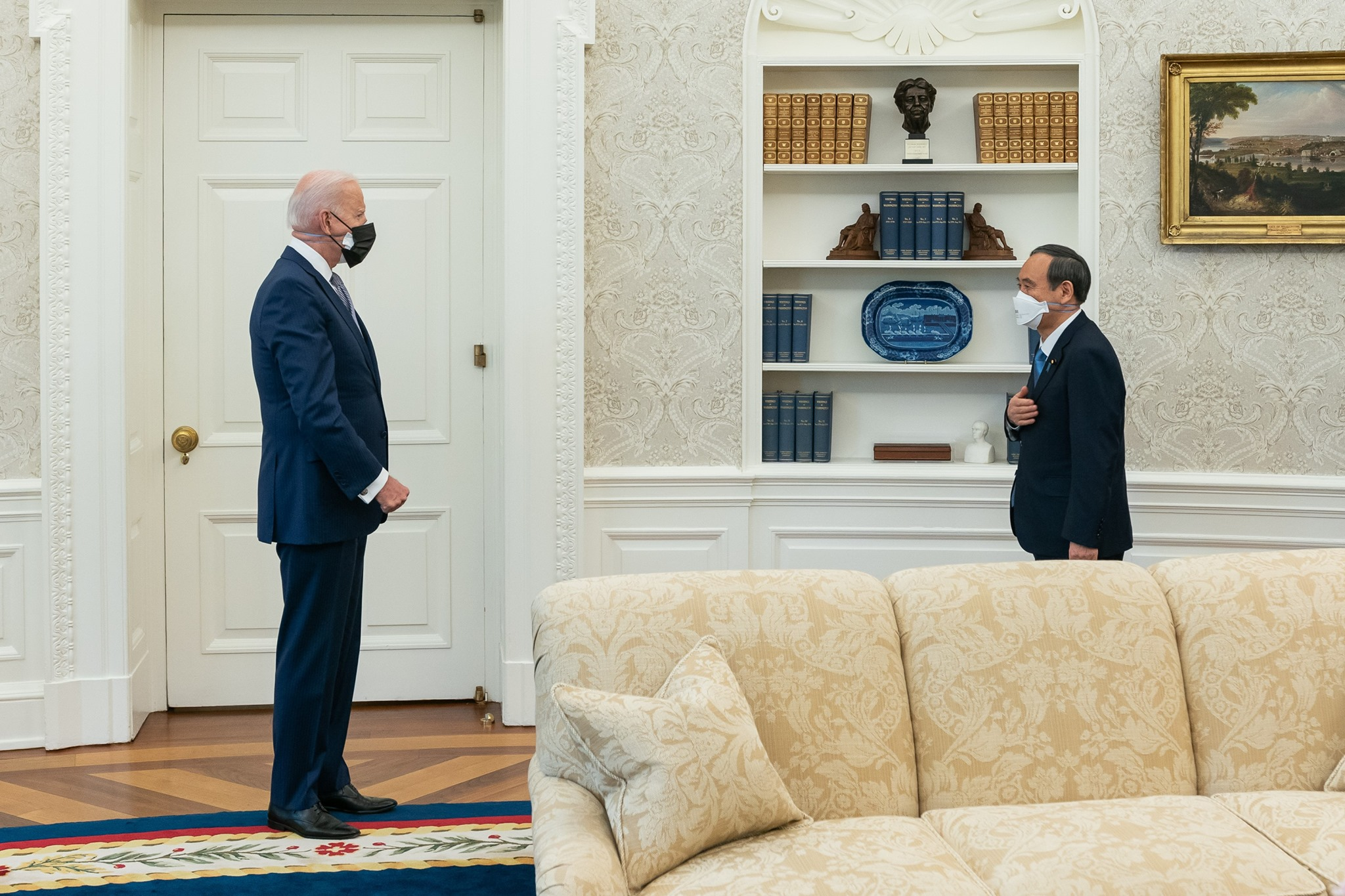
Biden recebe o Premiê japonês Yoshihide Suga no Salão Oval, abril de 2021.

Em seu primeiro telefonema em 3 de fevereiro de 2021, Biden e o Presidente sul-coreano Moon Jae-in concordaram em fortalecer a cooperação regional entre o Japão, os Estados Unidos e a Coreia do Sul em questões relevantes como as crescentes relações entre Coreia do Norte e China e a importância de ampliar as ligações entre os governos japonês e sul-coreano. Em março de 2021, os dois países partilharam um acordo em que a Coreia do Sul aumenta seus repasses aos Estados Unidos em 1 bilhão de dólares (cerca de 13%). O acordo Estados Unidos-Coreia do Sul resolveu uma crise herdada do governo Trump, que havia cancelado também por tempo indeterminado os exercícios militares conjuntos entre os dois países. Moon foi o segundo líder estrangeiro a encontrar pessoalmente Biden, quando de sua visita à Casa Branca em 21 de maio de 2021.
Japão
Em seu primeiro telefonema em 27 de janeiro de 2021, Biden o primeiro-ministro japonês Yoshihide Suga reafirmaram o compromisso dos Estados Unidos com a aliança de defesa japonesa, incluindo o reforço do Tratado de Cooperação Mútua e Segurança, firmado em 1960 entre as duas nações. Na ocasião, o presidente estadunidense também se comprometeu mais uma vez a proteger as Ilhas Senkaku em caso de intervenção direta da China. Suga tornou-se o primeiro líder estrangeiro a cumprimentar pessoalmente Biden quando de sua visita oficial à Casa Branca em 16 de abril de 2021.
Myanmar
Biden condenou o golpe de Estado em Mianmar em 2021 e pediu às Forças Armadas do país que libertassem a Conselheira de Estado Aung San Suu Kyi e seus oficiais de governo. Biden afirmou que "os Estados Unidos se opõem a qualquer tentativa de alterar o resultado das eleições recentes ou impedir o país de uma transição de governo democrática" e novamente pediu que os militares demonstrassem "respeito pela vontade do povo", impondo novas sanções contra o governo rebelde. 

## Europa

### União Europeia

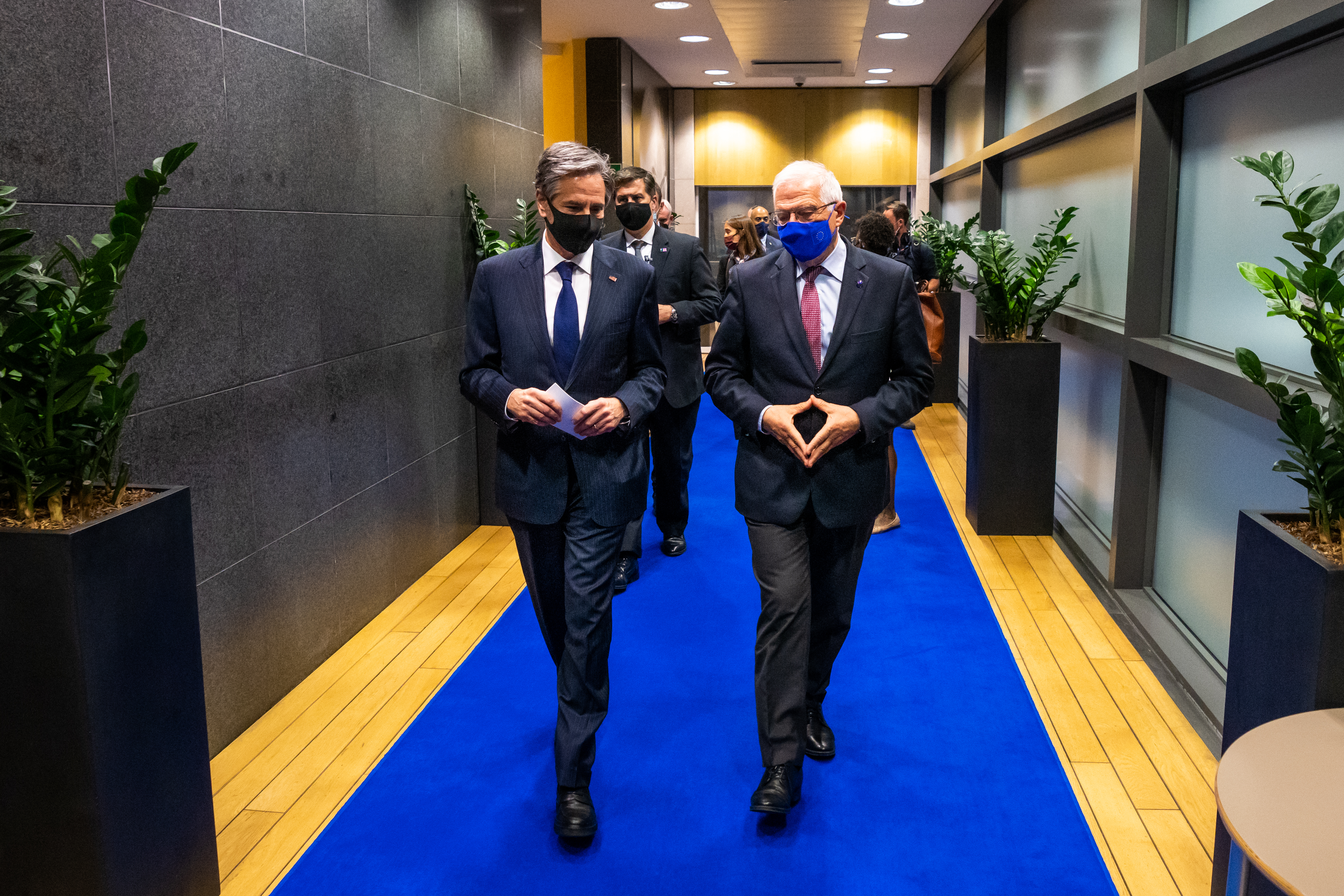
O Secretário de Estado Antony Blinken e o Alto Representante da União Europeia Josep Borrell, em março de 2021.

Alguns analistas e diplomatas afirmam que o "Acordo Global China-União Europeia" poderia danificar as relações dos Estados Unidos com países da organização uma vez que daria à Pequim um enorme avanço nas estratégias comerciais dos últimos anos. Em dezembro de 2020, Jake Sullivan, o conselheiro de segurança do gabinete Biden, afirmou que receberia bem "uma consulta adiantada" com China e União Europeia". Contudo, a organização decidiu adiantar os acordos com a China antes mesmo da posse presidencial de Biden. 
Biden continua prometendo reparar as "relações danificadas" com aliados do continente europeu em contraste com as medidas adotadas por seu antecessor, Donald Trump. Durante a Conferência de Segurança Munique, Biden salientou que "Putin busca enfraquecer projetos da Europa e as medidas da OTAN." Biden pediu mais multilateralismo para fortalecer a posição defensiva e o poder econômico da aliança transatlântica e resolver problemas globais como a pandemia de COVID-19 e as mudanças climáticas.

### Ucrânia

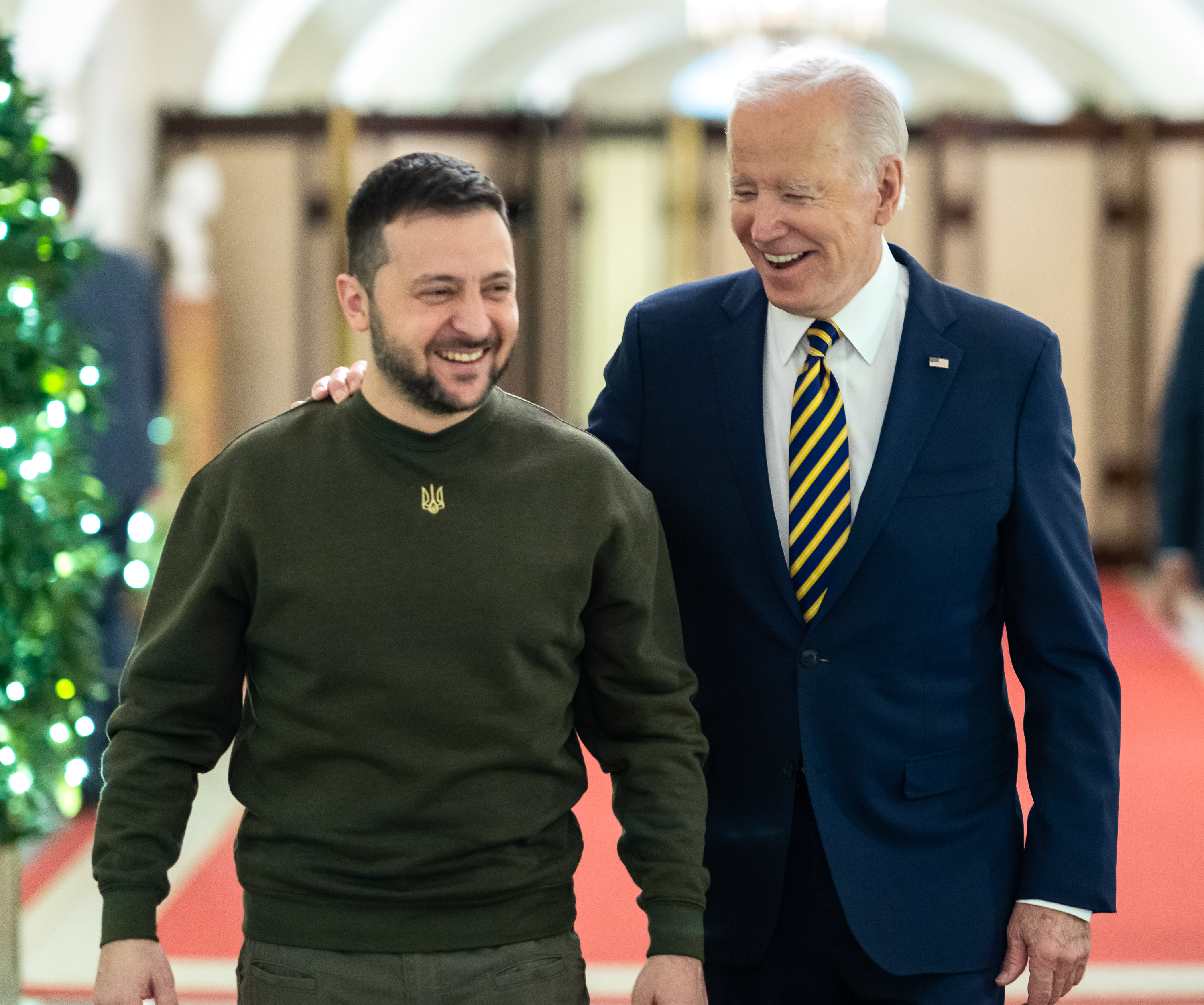
Biden recebe o Presidente ucraniano Volodymyr Zelensky na Casa Branca, em dezembro de 2022.
"Putin pensou que iria enfraquecer a OTAN; pelo contrário, ele fortaleceu a OTAN (...) Ele produziu uma Europa mais unida, com Suécia e Finlândia aderindo."
— Biden, em 2022, sobre o apoio da OTAN à Ucrânia.

o Presidente Biden fez vários pronunciamentos em defesa da integridade territorial ucraniana. Quando a Rússia lançou uma invasão em larga escala contra a Ucrânia, Biden anunciou apoio militar, diplomático e financeiro ao governo ucraniano. Em março de 2022, Biden apoiou a resposta internacional contra os russos e prometeu aceitar 100 000 refugiados ucranianos. Em maio, ele assinou o Ukraine Democracy Defense Lend-Lease Act de 2022 e um pacote de ajuda de US$ 40 bilhões de dólares para a Ucrânia. Desde July, o governo Biden supervisionou a entrega de bilhões em armamentos aos ucranianos, incluindo munição, mantimentos e peças de artilharia, como o M777 e o M142 HIMARS. Em 1 de agosto, o Departamento de Estado anunciou US$ 550 milhões em ajuda de segurança para a Ucrânia com foco em suprimentos para o sistema HIMARS, que se provou muito eficiente contra os russos.

### Reino Unido
Em 23 de janeiro de 2021, Biden e o Primeiro-ministro britânico Boris Johnson tiveram uma conversa por telefone. Com o Reino Unido assumindo o controle de sua própria política comercial após a conclusão do Brexit e a saída do Espaço Económico Europeu, Johnson pressionou Biden por um novo acordo comercial que unisse uma resposta global à pandemia de COVID-19. O governo estadunidense sinalizou que seria improvável um acordo de livre comércio entre os dois países no início do mandato de Biden, uma vez que o próprio presidente já havia expressado sua intenção de focar em "grandes investimentos" no mercado interno do país antes de firmar novos acordos de livre comércio.
Em 13 de junho de 2021, Biden e a Primeira-dama Jill Biden foram recebidos pela Rainha Isabel II no Castelo de Windsor durante sua visita ao Reino Unido para a 47.ª Cúpula do G7. A visita incluiu uma revista à guarda de honra e o tradicional chá da tarde com a monarca. Após a reunião, Biden descreveu a monarca como "muito generosa" e afirmou à imprensa que "ela me lembrava minha mãe". Biden também revelou que, durante a reunião, Isabel II perguntou-lhe sobre Vladimir Putin e Xi Jinping.
Nova Carta do Atlântico

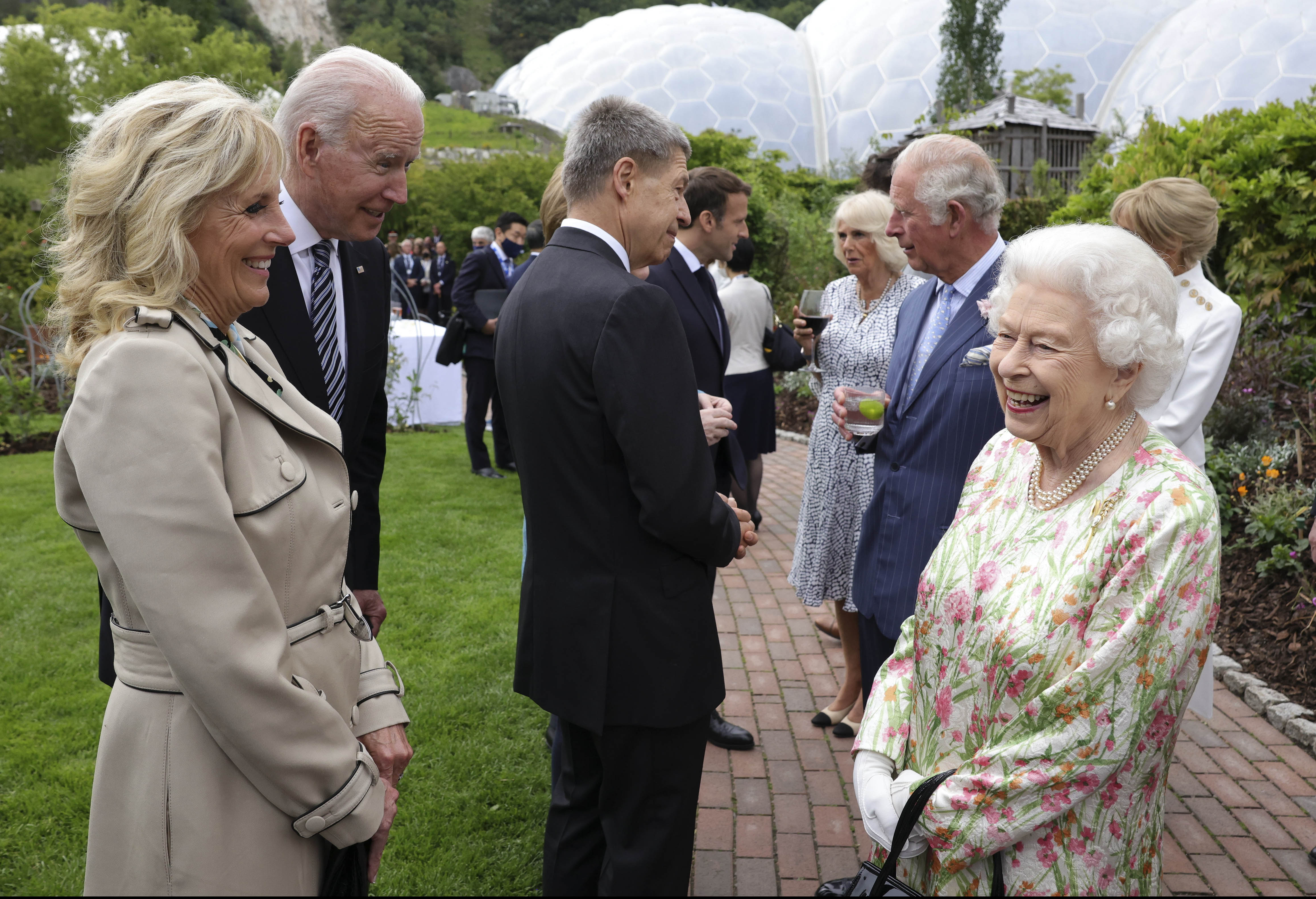
Joe Biden e a Primeira-dama Jill Biden em encontro com Rainha Isabel II durante a Cúpula do G7 em 2021.

Em 10 de junho de 2021, Biden e o primeiro-ministro britânico Boris Johnson emitiram a Nova Carta do Atlântico enquanto estavam na Cornualha, Inglaterra. O acordo foi descrito como uma versão "revitalizada" da Carta do Atlântico original, assinada pelo presidente Franklin D. Roosevelt e pelo primeiro-ministro Winston Churchill oitenta anos antes. Uma declaração emitida pela Casa Branca descreveu a Nova Carta do Atlântico como destinada a enfrentar os "novos desafios do século XXI" ao mesmo tempo em que "construía os compromissos e aspirações estabelecidos há oitenta anos".
Irlanda do Norte
Biden reitera rotineiramente seu compromisso de manter a paz na Irlanda do Norte, resistindo à possibilidade de um bloqueio rígido como resultado do Brexit. Quando questionado pelo The Irish Times em março de 2021 sobre os comentários feitos pelo ministro das Relações Exteriores irlandês Simon Coveney de que o Reino Unido "não é confiável" no Protocolo da Irlanda do Norte, a Secretária de Imprensa da Casa Branca Jen Psaki afirmou que "Biden foi inequívoco sobre seu apoio ao Acordo da Sexta-Feira Santa". Como parte de sua própria herança irlandesa-americana, Psaki afirmou que Biden "tem um lugar especial em seu coração para os irlandeses", sustentando seu compromisso com a paz na Irlanda do Norte.

## Oriente Médio

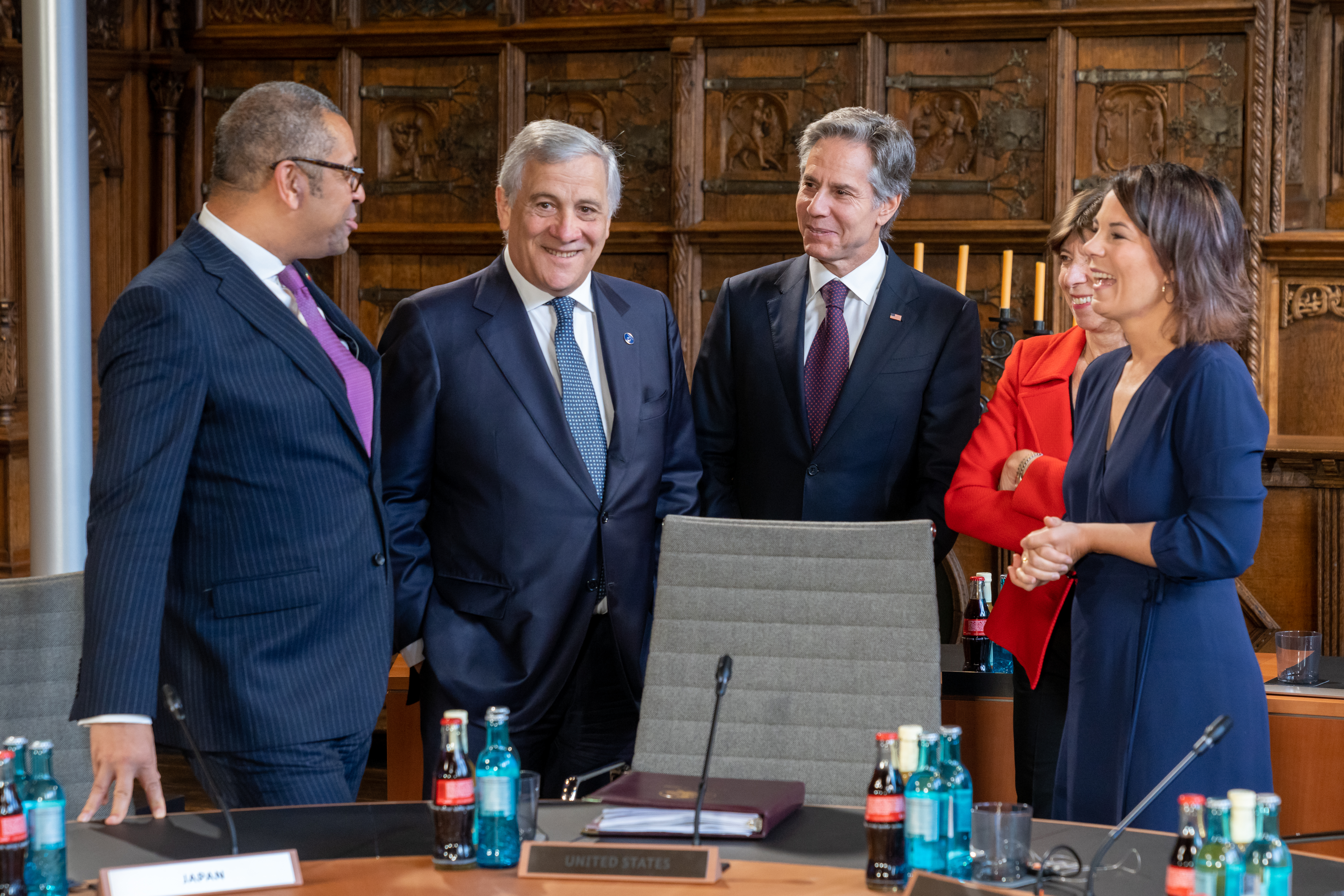
O Secretário de Estado Antony Blinken lidera reunião de cúpula do G7 sobre o Irão, em novembro de 2022.
"Condenamos o uso brutal e desproporcional de força contra manifestantes pacíficos e crianças. Exigimos que as autoridades iranianas honrem suas obrigações internacionais sob a lei internacional, incluindo o Pacto Internacional dos Direitos Civis e Políticos."
— Declaração conjunta dos Ministros do Exterior do G7 sobre a onda de protestos no Irão, em novembro de 2022.

Biden tem sido um defensor de sua estratégia de "mais contraterrorismo" no Oriente Médio, que, segundo ele, acabará com as políticas antiterroristas discriminatórias anteriores na região "criando um diálogo com líderes da comunidade árabe-americana sobre questões de vigilância, policiamento e contraterrorismo, em em conjunto com outras comunidades historicamente afetadas por relações securitizadas com o governo dos Estados Unidos."
No dia de sua posse presidencial, Biden adotou controles mais rígidos sobre ataques de drones e incursões de forças especiais em locais onde há poucas tropas norte-americanas, incluindo Líbia e Iêmen. Biden interrompeu a política da Era Trump que dava aos oficiais militares dos Estados Unidos mais liberdade para lançar ataques de contraterrorismo sem supervisão da Casa Branca. A medida temporária foi implementada enquanto o governo Biden concluiu uma revisão interinstitucional da política de drones. A revisão se concentrou em restaurar uma norma aprovada por Barack Obama em 2016 e revogada por Trump em 2019 que exigiria que o governo emitisse um relatório anual divulgando estimativas do número de suspeitos de terrorismo e vítimas civis.

### Irã
Biden criticou a abordagem de Trump ao Irã como "um desastre autoinfligido", citando a retirada dos Estados Unidos do Plano de Ação Conjunto Global e a escalada das tensões entre os dois países em 2020. No início de fevereiro de 2021, Biden indicou que os Estados Unidos não suspenderiam as sanções ao Irã até que o país interrompesse as atividades de enriquecimento de urânio. Algumas semanas depois, Biden sugeriu formalmente a retomada de negociações diplomáticas para um novo acordo nuclear. As negociações seguiram até março de 2022, quando o Irã exigiu a retirada da Guarda Revolucionária Iraniana da Lista de Organizações Terroristas do Departamento de Estado dos Estados Unidos, o que levou à paralisação das negociações.

### Israel e Palestina

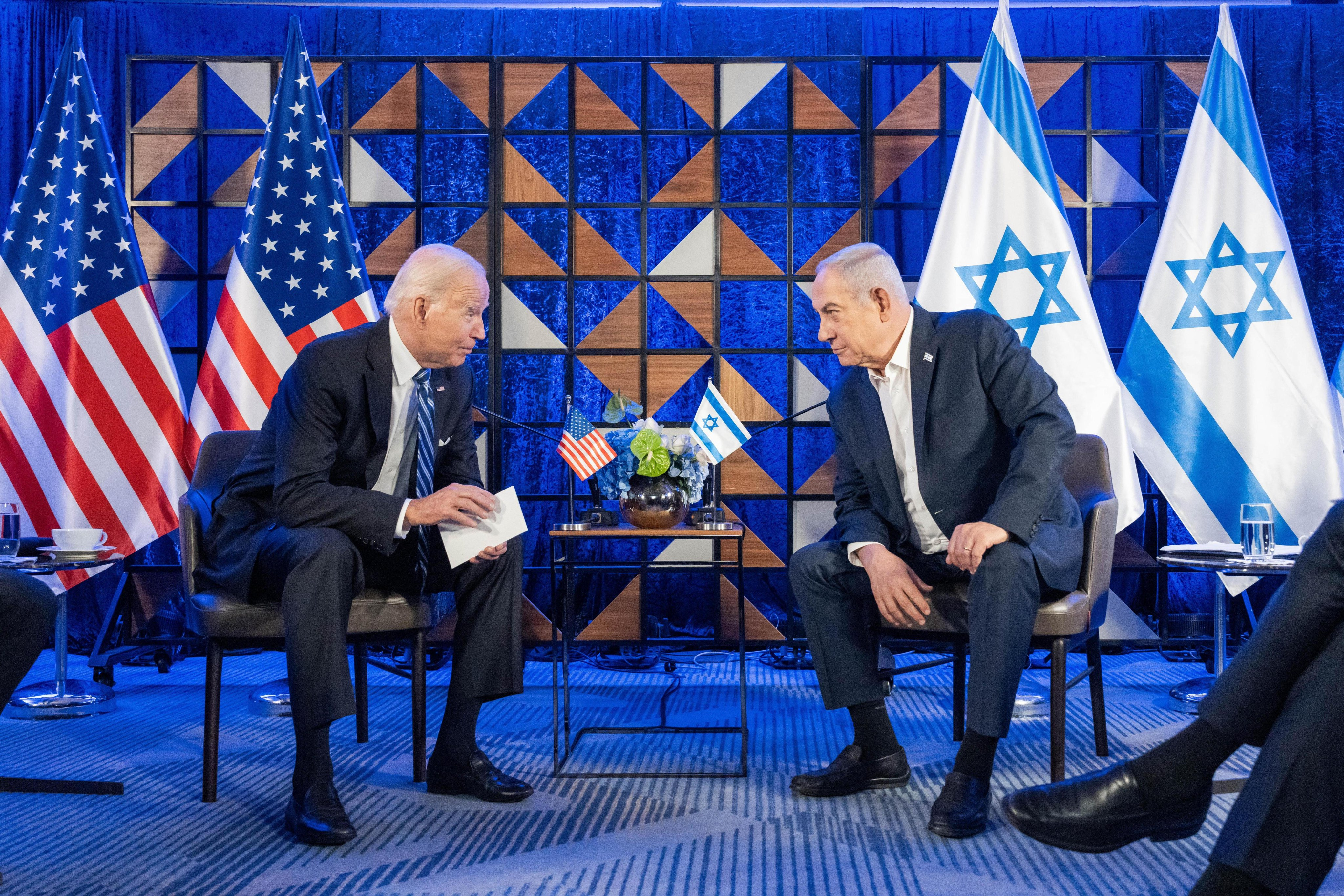
Biden e o Primeiro-ministro israelense Benjamin Netanyahu, em outubro de 2023. Nos dois anos finais do mandato, Biden buscou equilibrar seu apoio a Israel com iniciativas de negociação de paz com o Hamas no conflito decorrente.
"Nós continuaremos a defender Israel enquanto (Netanyahu) trabalha para defender seu povo. Continuaremos a cooperar com vocês e seus parceiros naquela região para evitar mais tragédias a civis inocentes."
— Biden sobre a continuidade do apoio ao Governo Netanyahu no contexto da guerra contra o Hamas, em outubro de 2023.

Biden têm sido um forte defensor do aprimoramento das relações entre Estados Unidos e Israel, descrevendo-se como sionista e afirmando que a ajuda dos Estados Unidos a Israel seria como um "investimento". Linda Thomas-Greenfield, a Embaixadora dos Estados Unidos nas Nações Unidas reafirmou seu compromisso contra o movimento Boicote, Desinvestimento e Sanções contra Israel, o que classificou como "injusta escolha" e "antissemitismo".
Durante sua audiência de confirmação no Senado, o Secretário de Estado Antony Blinken afirmou que o Governo Biden manteria o reconhecimento de Jerusalém como capital de Israel (decisão tomada originalmente pelo governo anterior em 2017) e manteria a embaixada norte-americana na cidade. Biden chamou a decisão de Trump de "cega e frívola", mas disse durante sua campanha que não instalaria a embaixada novamente em Tel Aviv. Em fevereiro de 2021, o Senado dos Estados Unidos adotou, por 97 votos a 3, uma emenda a uma resolução orçamentária que afirmava a intenção de manter a embaixada em Jerusalém.

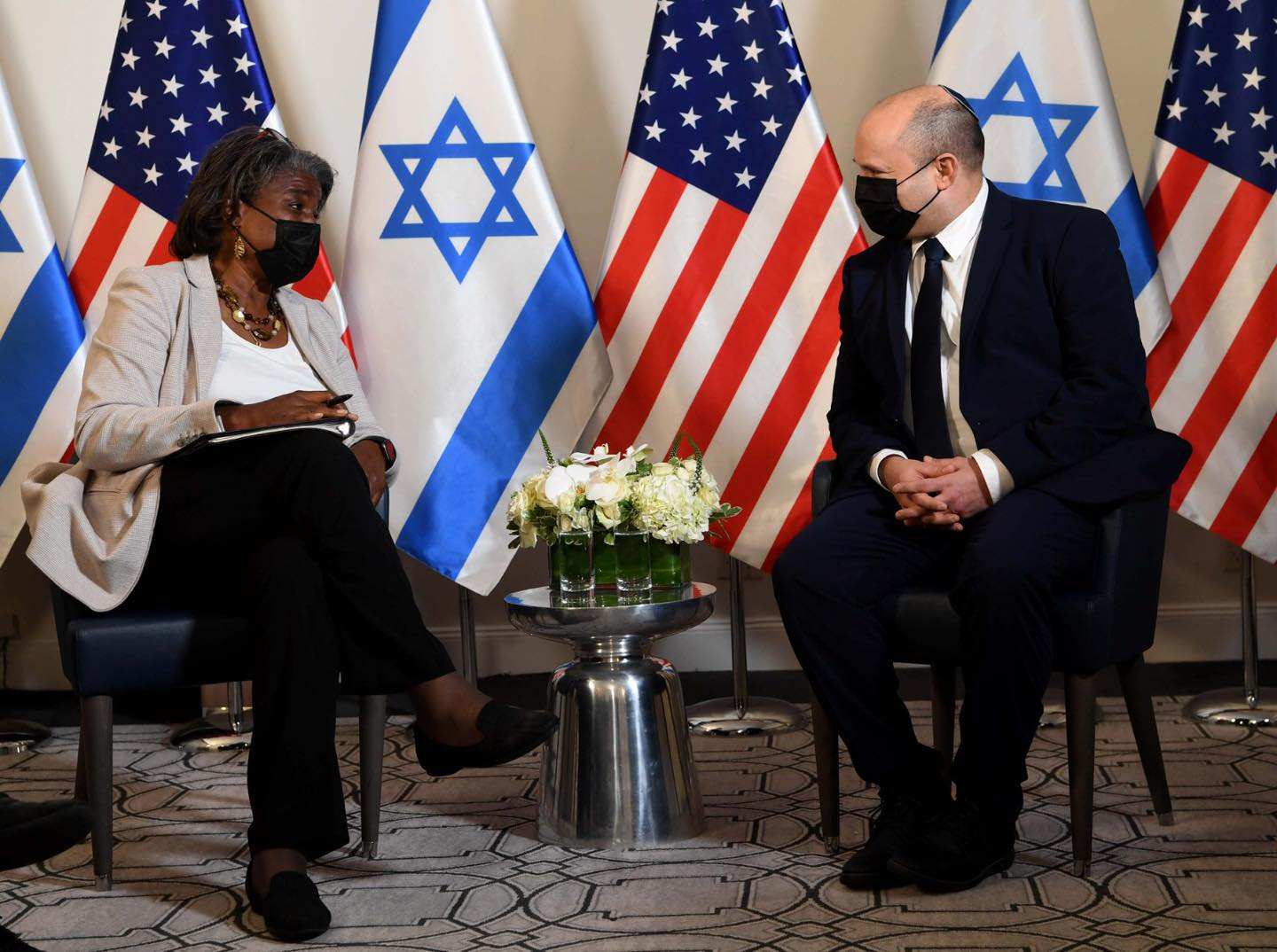
A Embaixadora à Nações Unidas Linda Thomas-Greenfield defende um diálogo mais cooperativo com o Estado de Israel.

Consistente com suas declarações durante a campanha, Biden implementou uma "abordagem mais tradicional e imparcial" do conflito israelense-palestino. A missão diplomática perante as Nações Unidas reafirmou o apoio à solução de dois Estados na qual "Israel vive em paz e segurança ao lado de um Estado palestino viável" e pediu às partes que se abstenham de tomar medidas que possam inibir negociações de paz. Paralelamente, a administração Biden têm condenado as incursões territoriais de Israel sobre a Cisjordânia bem como a implementação de novos assentamentos israelenses na Palestina. Biden também restaurou as relações diplomáticas de seu país com o Estado da Palestina e retomou o apoio a civis palestinos que havia sido suspenso na administração anterior.
Em meados de fevereiro de 2021, Biden realizou o primeiro telefonema internacional como presidente no qual dialogou com o Primeiro-ministro israelense Benjamin Netanyahu. Na ocasião, Biden reafirmou seu apoio à normalização das relações entre Israel e outras nações árabes e ao processo de paz israelense-palestino. Em 7 de abril de 2021, o governo Biden anunciou sua intenção de restaurar centenas de milhões de dólares em ajuda dos EUA aos palestinos.
Blinken participou da "Cúpula do Negev" em 27 de março de 2022, organizada pelo Primeiro-ministro Yair Lapid e lideranças de Marrocos, Emirados Árabes Unidos, Bahrein e Egito. Em julho de 2022, foi anunciado pela Casa Branca que Biden viajaria ao Oriente Médio e se reuniria com os líderes de Israel, da Autoridade Palestina e da Arábia Saudita.